# 사정성
사정성(沙井城)은 대전광역시 중구, 보문산 사정공원 입구의 서쪽 해발 160m의 산 위에 위치한 삼국시대의 산성이다. 1990년 5월 28일 대전광역시의 기념물 제14호로 지정되었다.

## 개요
대전광역시 중구 보문산 사정공원 입구의 서쪽 해발 160m의 산 위에 위치한 산성으로, 산꼭대기를 빙둘러 돌로 쌓아올렸다.
사정성은 대전에서 진산으로 통하는 길목을 지키기 위하여 쌓았던 것으로 보이며, 남쪽으로 흑석동산성, 북쪽으로는 월평동산성과 연결되어 있고, 대전 동쪽의 산성들과 연결되는 지점이기도 하다.
성벽의 둘레는 약 350m였을 것으로 짐작되지만, 전부 허물어진 상태여서 현재는 그 윤곽만 확인할 수 있을 뿐이다. 성의 안쪽은 서쪽으로 완만하게 경사를 이루고 있으며, 동남쪽 높은 곳에 건물터가 남아 있다.

## 같이 보기
- 보문산

## 참고 자료
- 사정성 - 국가유산청 국가유산포털